# Ikonen-Museum Recklinghausen
Das Ikonen-Museum in Recklinghausen wurde 1956 gegründet und ist das bedeutendste seiner Art in Westeuropa. Die Sammlung ist die umfangreichste außerhalb der orthodoxen Welt.

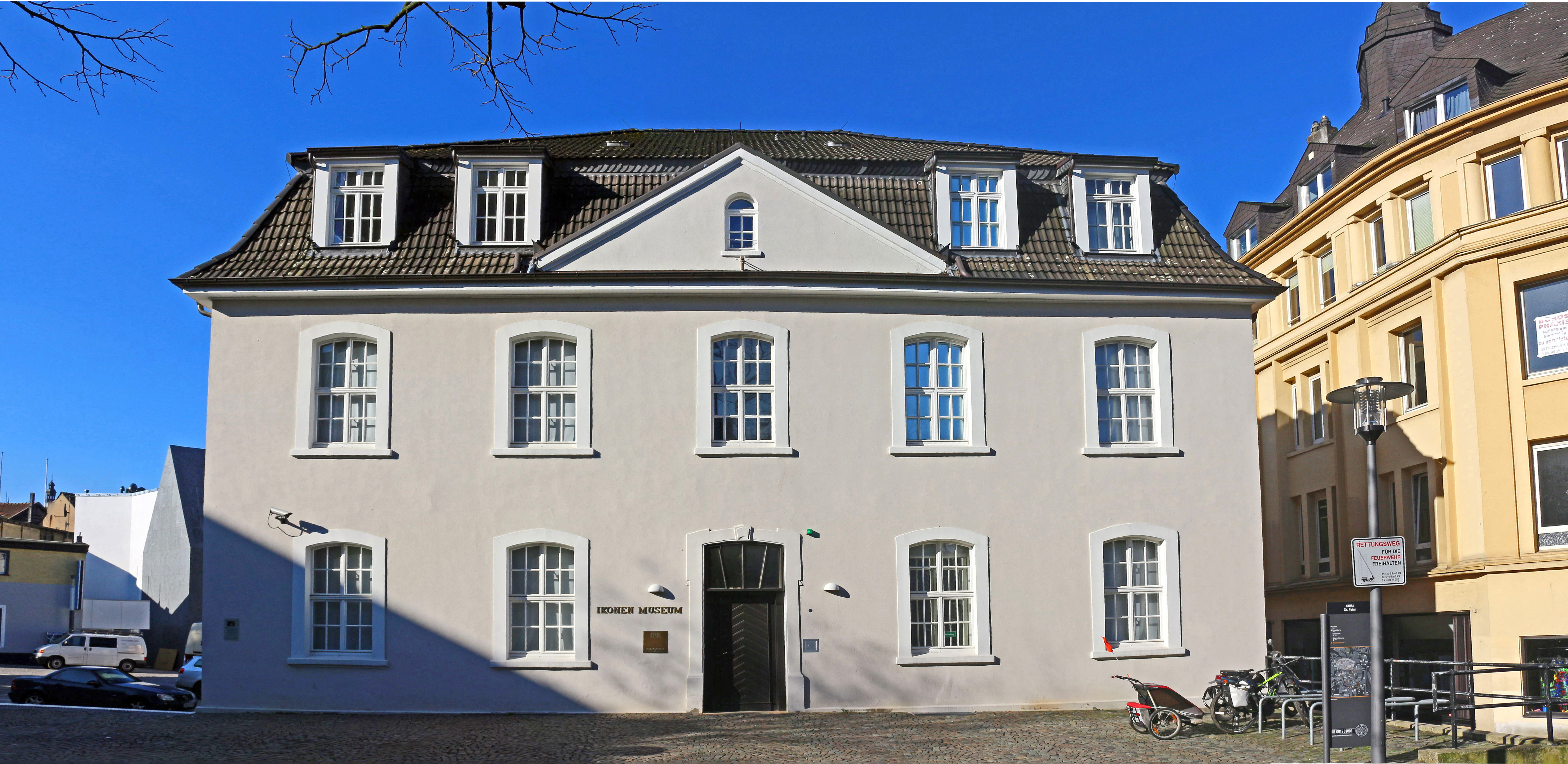
Das Ikonenmuseum in der Altstadt (2016)

## Gründung
Im Januar und Februar 1955 fand in der Kunsthalle Recklinghausen eine Ausstellung mit dem Titel „Ikonen aus bedeutenden Privatsammlungen und Klöstern“ statt. Die Werkschau mit Ikonen aus westdeutschem Privatbesitz stieß auf reges Interesse. Es hatte zuvor erst zwei Ikonenausstellungen in Deutschland gegeben: eine 1954 in München; die andere 1952 in Hannover (unter Leitung von Heinrich Wendt). Der damalige Leiter der Recklinghäuser Kunsthalle, Franz Große-Perdekamp, hatte Interesse, die Ausstellung nach Recklinghausen zu holen. Dieses Vorhaben wurde allerdings nie verwirklicht. Die allgemein positive Resonanz auf die später verwirklichte Ausstellung von 1955 ließ die Stadt aufmerksam werden und es kristallisierte sich der Wunsch heraus, die Ikonen dauerhaft in Recklinghausen zu behalten. Thomas Grochowiak war zu dem Zeitpunkt Leiter der Kunsthalle. Ihm gelang der Ankauf von 73 Ikonen aus den Sammlungen von Heinrich Wendt und Martin Winkler, um damit den Grundstock für ein Museum zu legen. Am 21. Juli 1956 fand die feierliche Eröffnung des Museums statt.

## Gebäude
Das Museum befindet sich in der sogenannten Turmschule in Recklinghausen, direkt gegenüber der Propsteikirche St. Peter am Kirchplatz. Das Gebäude wurde 1795/1798 an Stelle eines Fachwerkbaus errichtet und war bis 1895 eine Volksschule für Knaben.
Von 1927 bis 1935 war darin das regionalgeschichtliche Vestische Museum untergebracht, bis 1945 hatte die NSDAP ihr Quartier dort. Kurz nach dem Krieg zog das Verlagshaus Aurel Bongers in das Gebäude. Seit 1956 ist das Ikonen-Museum dort beheimatet. Seit 1983 steht das Haus unter Denkmalschutz. Nach anderthalbjährigen Umbauarbeiten wurde es im Juni 2012 wiedereröffnet.

## Sammlung

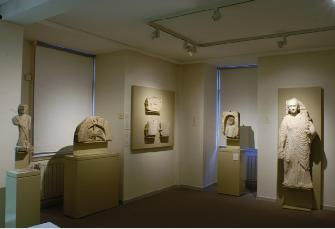
Blick in die Koptische Sammlung

Die Sammlung ist die umfangreichste in der westlichen Hemisphäre. Über 3.500 Ikonen, Stickereien, Miniaturen und Holz- und Metallarbeiten sind in dem Museum zu sehen. Die Herkunftsländer sind Russland, Griechenland, Äthiopien und die Balkanstaaten. Erwähnenswert ist auch die koptische Sammlung, die den Übergang von der heidnischen Spätantike zum frühen Christentum dokumentiert. Sie stellt die Vielfalt der Kunst in Ägypten dar, beginnend im 1. Jahrhundert bis ins frühe Mittelalter.

## Leitung
Kustos war von 1956 bis 1982 Heinz Skrobucha. Seit 1983 amtiert Eva Haustein-Bartsch als Kustodin. Fachlicher Leiter ist seit 2018 Lutz Rickelt, Direktor der Gesamteinrichtung der städtischen  Recklinghäuser Museen der promovierte Kunsthistoriker Nico Anklam.

## EIKON.e.V.
Zwei Jahre nach der Gründung wurde im Februar 1958 der Förderverein EIKON.e.V. Gesellschaft der Freunde der Ikonenkunst gegründet. Unter Thomas Grochowiak, Lothar Mikus und Heinz Skrobucha wurde der Verein ins Leben gerufen und machte es sich zur Aufgabe, Vorträge, Ausstellungen und Veranstaltungen zu organisieren, ikoneninteressierte Menschen zusammenzuführen und den Austausch und das Studium fördern.

## Ausstellungen
Eine lange Reihe von Ausstellungen wurde im Museum durchgeführt.
- Bulgarische Ikonen, 1985
- Kirchenschätze des christlichen Ostens und Metallikonen, 9. März – 13. April 1986
- 1000 Jahre Orthodoxe Kirche in der Rus’ 988–1988. Russische Heilige in Ikonen, 20. November 1988 – 15. Januar 1989
- Rumänische Hinterglasikonen aus Siebenbürgen, 8. März – 3. Mai 1992
- Ikonen auf Papier. Graphik vom Berg Athos, 14. März – 25. April 1993
- Ikonen. Eine Stiftung für das Ikonen-Museum Recklinghausen, 3. September – 22. Oktober 1995
- Russische und griechische Goldstickereien aus dem Besitz des Ikonen-Museums Recklinghausen, 3. September – 22. Oktober 1995
- Russische Ostereier, 29. März – 12. Mai 1996
- Kirchenfeste in Nordgriechenland. Fotografien von Giorgios Katsangelos, 7. Dezember 1997 – 18. Januar 1998
- Griechische Ikonen. Sammlung Emilios Velimezis, 12. Juli – 1. November 1998
- „Aus dem Dunkel ans Licht“. Ikonen aus dem Depot des Ikonen-Museums Recklinghausen, 28. November 1999 – 9. Januar 2000
- Muttergottesikonen, 17. Dezember 2000 – 18. März 2001
- Engelikonen aus dem Ikonen-Museum Recklinghausen und aus Privatsammlungen, 17. März – 20. Mai 2002
- „Nicht nur vom Himmel gefallen...“ Ankäufe und Schenkungen für das Ikonen-Museum Recklinghausen seit 1983, 28. November 2004 – 30. Januar 2005
- Holzkirchen in den Karpaten. Architekturfotos von Siegfried von Quast, 21. Mai – 9. Juli 2006
- Beyond Icons, Ikonen – Jawlensky – Jachens, 13. August – 8. Oktober 2006
- Ikonen auf Briefmarken (im Rahmen der Ausstellung „Recklinghausen feiert“ – Internationale Briefmarkenschau), 6. – 27. Oktober 2006
- Pforte des Himmels. 50 Jahre EIKON e.V. Ikonen aus Sammlungen der Mitglieder des Fördervereins des Ikonen-Museums Recklinghausen, 7. Dezember 2008 bis 8. Februar 2009.
- Nikolaus. Ein Heiliger für alle Fälle. Leben. Legenden. Ikonen, 19. Oktober 2013 – 23. Februar 2014, Katalog.
- Willkommen! Neuzugänge für das Ikonen-Museum Recklinghausen seit 2011, 5. April 2014 – 4. Januar 2015
- Wunder des Lichts. Bulgarische Ikonen aus Varna, 22. März – 14. Juni 2015
- "Mein Idol, meine Ikone". Arbeiten von Schülerinnen und Schülern der Montessori-Reformschule Dorsten, 18. März – 8. Mai 2016
- Von Drachenkämpfern und anderen Helden. Kriegerheilige auf Ikonen, 2. Oktober 2016 – 12. Februar 2017
- 1000 Jahre Recklinghausen. 1000 Ikonen. Petrus und Paulus – die Stadtpatrone von Recklinghause, 30. Juni – 24. September 2017
- Die Farben des Himmels. 15 Kretische Ikonen aus einer europäischen Privatsammlung, 22. Oktober 2017 – 25. März 2018
- Holy Metal. Russische Metallikonen aus dem Nachlass Gustav und Rose-Marie Wörner, seit 11. November 2018
- Weiß – eine spirituelle Farbe, 2. Dezember 2018 – 6. Januar 2019
- Das Mandylion. Urbild und Abbild. Mit Werken von Robert Hehlke (Berlin), 18. August – 6. Oktober 2019
- Die Berührung der Ewigkeit. Zeugnisse russisch-orthodoxer Kultur im Ikonen-Museum Recklinghausen. Ausstellung im Rahmen des Essener Kulturfestivals „Russland zu Gast im Ruhrgebiet“ (23. bis 29. November 2019)

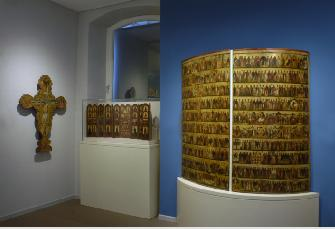
Blick ins Ikonenmuseum

## Tagungen
- Russische Ikonen – Neue Forschungen
  - 6. – 8. Dezember 1988
- Ikonen. Restaurierung und naturwissenschaftliche Erforschung
  - 18. – 20. Oktober 1994
- Griechische Ikonen – Greek Icons
  - 29. /30. September 1998
- Kreta – Kunst und Kultur
  - 15. Oktober 2006